# Separation (kemi)

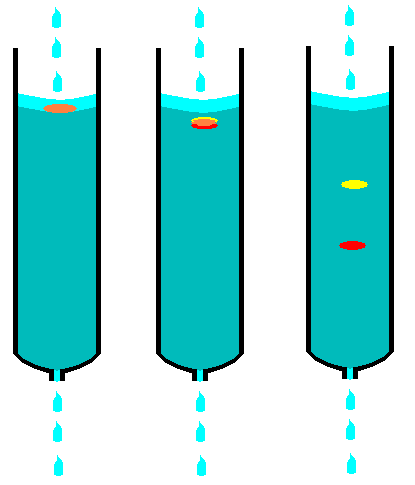
Principskiss av separation av två lösta ämnen med kolonnkromatografi.

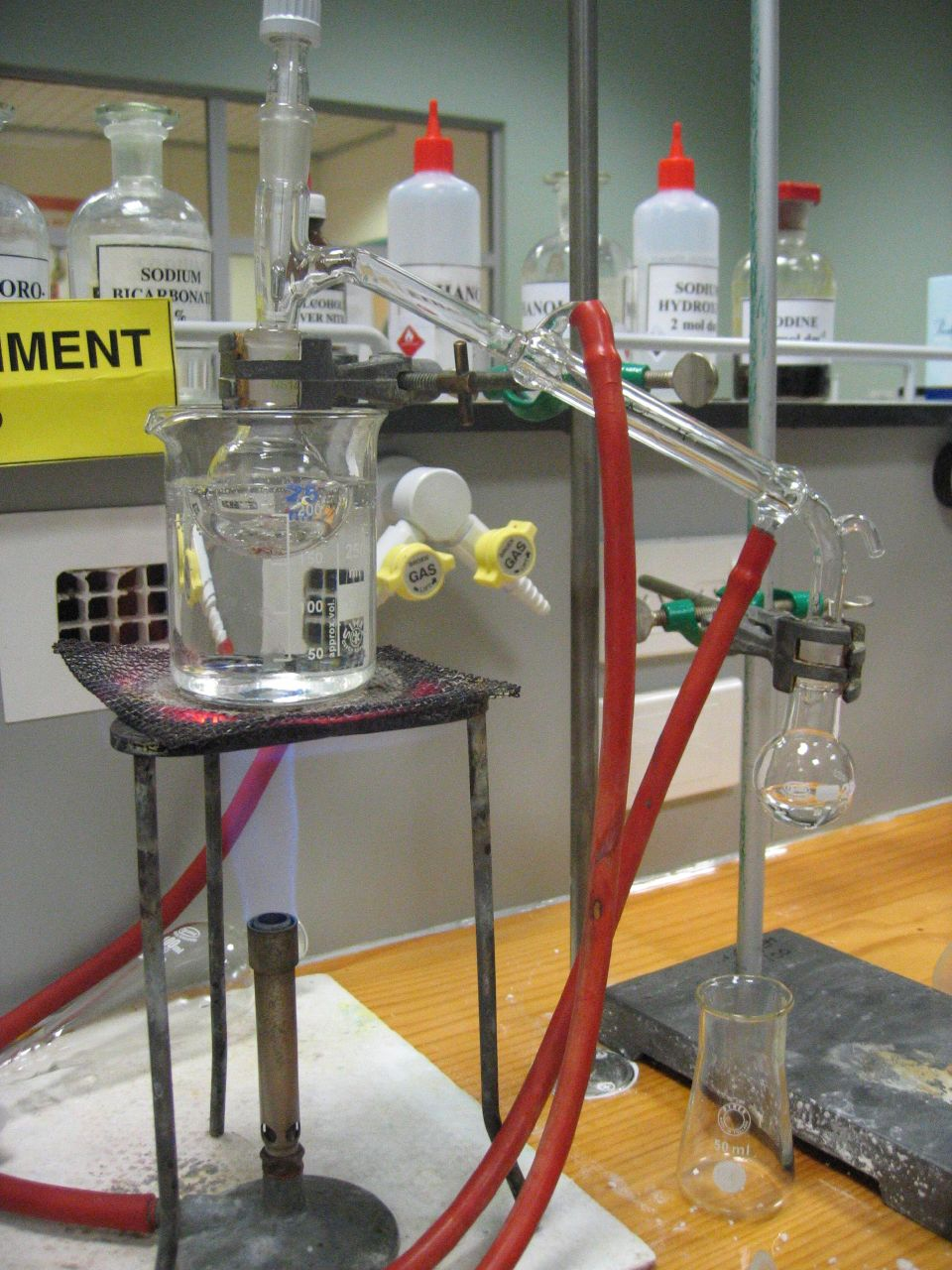
Destillation i laboratorieskala.

Separation innebär inom kemin att en blandning omvandlas till två eller flera produkter med olika sammansättning. De metoder som används för att åstadkomma detta kallas separationsmetoder eller (särskilt inom kemitekniken) separationsprocesser. Många av dessa metoder är fundamentala i kemiskt laboratoriearbete, både för renframställning av ämnen och för kemisk analys, och som enhetsoperationer inom kemisk industri. Olika filtrerings metoder används för olika blandningar men allt går ut på att rena ämnen.

## Exempel på separationsmetoder
- Adsorption
- Indunstning
- Centrifugering
- Dekantering
- Destillation
- Elektrofores
- Filtrering
- Flockulering
- Flotation
- Kromatografi
- Kristallisation
- Sedimentation
- Torkning
- Tvättning
- Sublimering
- Vätskeextraktion